# Sterna, Argolida
Sterna (greacă Στέρνα) este o localitate în Grecia în prefectura Argolida. Face parte din Lyrkeia.

## Legături externe
- Sterna la greece.com